# 六枝特区
六枝特区是中华人民共和国贵州省六盘水市下属的一个特区，也是全国唯一一个县级特区。地处东经105°08'—105°43'，北纬 25°59'—26°22'。与之接壤的县市有：东边镇宁县、普定县，南边关岭县，西边水城县，西南边晴隆县、普安县，北边织金县、纳雍县。是全国重点产煤地区，素有江南煤海之美称。全境南北长61公里，东西宽56公里，总面积1799.48平方公里。
2018年，六枝特区生产总值为188.52亿元人民币。城镇居民人均可支配收入达28279.47元人民币，农村居民人均可支配收入达9576元人民币。

## 历史
六枝特区在夏朝至西周为濮国领地，春秋初期属牂牁国，秦至西汉属夜郎国，东汉至西晋时为夜郎地，南北朝至隋朝被各民族分治，唐朝被少数民族实行部族统治内附，宋朝属罗殿国，元朝属管外，明朝属（陇氏）郎岱长官司、（沙氏）西堡长官司、（温氏）西堡副长官司。康熙三年（1664年）六月，郎岱土司陇安藩反清。吴三桂带兵消灭水西土司安坤、乌撒土司安重圣和郎岱土司陇安藩。同年6月，吴三桂平定陇安藩叛乱，其辖地归属安顺军民府。雍正九年（1731年）六月十二日，以陇氏郎岱、六枝二目地及西堡司、副司地设立郎岱厅，厅治所为郎岱。1913年1月，郎岱厅改为郎岱县，隶属贵西道。1923年，道制废除，郎岱县直属于省。1936年4月，羊场分县并人郎岱县。郎岱县于1935年到1937年10月属贵州省第二行政督察区，1937年11月到1949年属贵州省第三行政督察区。
1950年1月15日，郎岱县归属中国共产党政权，郎岱县人民政府正式成立，属安顺专区管辖。1956年4月18日，根据贵州省政府决定，郎岱县划归兴义专区，同年7月18日又划归安顺专区。1960年5月26日，国务院全体会议第101次会议通过《关于设立六枝市，撤销郎岱县的决定》，将郎岱县改为六枝市，1962年10月20日，经国务院批准，六枝市改为六枝县。
1964年7月，中共中央、国务院决定设立西南煤矿建设指挥部，负责六枝、盘县、水城等地的煤炭勘探、矿区建设工作。1965年4月29日，成立六枝矿区，矿区人民委员会驻六枝，归贵州省管辖。1966年2月22日，经中共中央、国务院中发（1966）第119号文批准，六枝县、普定县和镇宁县划出八个公社设置六枝特区，六枝县复名郎岱县。1967年底，西南煤矿建设指挥部从六枝迁到水城，将指挥部改为六盘水地区革命委员会筹备领导小组，六枝特区划归六盘水地区领导。1968年3月12日，六枝特区改称六枝矿区，1970年1月又改为六枝特区。1970年12月2日，经国务院批准，撤销郎岱县，全县合并到六枝特区。1978年12月，六盘水地区改为六盘水市，六枝特区属六盘水市管辖。

## 行政区划
六枝特区下辖3个街道办事处、9个镇、1个乡、5个民族乡，共17个社区、8个居委会、220个村、300个居民小组、2396个村民小组：九龙街道、银壶街道、塔山街道、岩脚镇、木岗镇、大用镇、关寨镇、牂牁镇、新华镇、龙河镇、新窑镇、郎岱镇、梭戛苗族彝族回族乡、牛场苗族彝族乡、新场乡、中寨苗族彝族布依族乡、落别布依族彝族乡和月亮河彝族布依族苗族乡。

- 那平路
- 南环路一景

## 地理
六枝自然条件优越。境内气候宜人，属亚热带季风温暖湿润气候，气候温和，夏无酷暑，冬无严寒，雨量充沛，年均气温14.5℃，极端最高气温34.1℃，极端最低气温-5.6℃。年均日照1252.4小时，年总积温5700℃，年太阳辐射总量3614.6兆焦/平方米。年降水量1476.4毫米，无霜期294天。地貌属中高山类型，地势西北高、东南低。区内地形破碎、切割强烈，山高谷深，河流众多。主要山脉有乌蒙山脉、苗岭山脉等，平均海拔1350米，海拔最高点2126.9米，最低点609.5米。境内矿产资源有煤、铁、砷、铅、锌、冰洲石、重晶石、石灰石等，理论储量180亿吨，已探明煤炭储量33亿吨，煤层中蕴藏着丰富可供开发利用的煤层气，储量为650亿立方米。据2011年林地保护利用规划调查，林地总面积为110.78万亩，森林覆盖率达到34.10%。境内共有河流40余条，其中长10公里以上的河流有26条，河流总长361.20公里，属长江水系和珠江水系，沟谷纵横，溶洞暗河隐伏，溪涧河流穿梭其间。
六枝生物资源丰富，野生动物有猫、岩、羊、狗獾、黄麂、果子狸、山兔、野猪等20名种。天然林面积47133公顷，活立木蓄积量为230万立方米，森林覆盖率为47.01%，主要树种有杉、马尾松、华山松等40多种，野生中草药有杜仲、天麻、半夏等87科158种。农作物品种较为丰富，粮食作物以水稻、玉米、小麦、薯类为主，经济作物以油菜籽为主，是六盘水市粮油蔬菜主产区。六枝特区先后被列为国家级农业综合开发县、全国商品粮基地县、全国茶产业发展重点县、全国重点产煤县、全国农产品加工创业基地，以及省优质肉猪基地县、省地道中药材种植基地县、省科技扶贫种草养羊项目县、省级财政支农资金整合试点县、省小型农田水利建设重点县。
六枝特区居住着汉、苗、彝、回、布依、仡佬等31个民族共67.75万人，其中少数民族20.66万人，占全区人口的30.49％。

## 气候
| 六枝（1981−2010）                | 六枝（1981−2010） | 六枝（1981−2010） | 六枝（1981−2010） | 六枝（1981−2010） | 六枝（1981−2010） | 六枝（1981−2010） | 六枝（1981−2010） | 六枝（1981−2010） | 六枝（1981−2010） | 六枝（1981−2010） | 六枝（1981−2010） | 六枝（1981−2010） | 六枝（1981−2010） |
| 月份                             | 1月               | 2月               | 3月               | 4月               | 5月               | 6月               | 7月               | 8月               | 9月               | 10月              | 11月              | 12月              | 全年              |
| -------------------------------- | ----------------- | ----------------- | ----------------- | ----------------- | ----------------- | ----------------- | ----------------- | ----------------- | ----------------- | ----------------- | ----------------- | ----------------- | ----------------- |
| 历史最高温 °C（°F）              | 24.8 (76.6)       | 29.2 (84.6)       | 33.3 (91.9)       | 33.9 (93.0)       | 34.3 (93.7)       | 31.9 (89.4)       | 32.2 (90.0)       | 34.2 (93.6)       | 32.1 (89.8)       | 28.4 (83.1)       | 27.5 (81.5)       | 22.3 (72.1)       | 34.3 (93.7)       |
| 平均高温 °C（°F）                | 8.3 (46.9)        | 11.0 (51.8)       | 15.8 (60.4)       | 20.6 (69.1)       | 23.3 (73.9)       | 24.7 (76.5)       | 26.0 (78.8)       | 26.4 (79.5)       | 23.8 (74.8)       | 18.9 (66.0)       | 15.2 (59.4)       | 10.5 (50.9)       | 18.7 (65.7)       |
| 日均气温 °C（°F）                | 5.2 (41.4)        | 7.3 (45.1)        | 11.3 (52.3)       | 15.9 (60.6)       | 18.9 (66.0)       | 20.9 (69.6)       | 22.1 (71.8)       | 22.0 (71.6)       | 19.6 (67.3)       | 15.5 (59.9)       | 11.6 (52.9)       | 7.1 (44.8)        | 14.8 (58.6)       |
| 平均低温 °C（°F）                | 3.1 (37.6)        | 4.8 (40.6)        | 8.2 (46.8)        | 12.4 (54.3)       | 15.6 (60.1)       | 18.0 (64.4)       | 19.3 (66.7)       | 18.9 (66.0)       | 16.7 (62.1)       | 13.2 (55.8)       | 9.2 (48.6)        | 4.8 (40.6)        | 12.0 (53.6)       |
| 历史最低温 °C（°F）              | −4.3 (24.3)       | −3.5 (25.7)       | −2.7 (27.1)       | 2.4 (36.3)        | 7.7 (45.9)        | 11.8 (53.2)       | 12.8 (55.0)       | 13.8 (56.8)       | 8.3 (46.9)        | 4.1 (39.4)        | −0.3 (31.5)       | −4 (25)           | −4.3 (24.3)       |
| 平均降水量 mm（）                | 23.3 (0.92)       | 25.1 (0.99)       | 29.4 (1.16)       | 71.8 (2.83)       | 192.0 (7.56)      | 317.4 (12.50)     | 290.9 (11.45)     | 230.3 (9.07)      | 133.7 (5.26)      | 104.6 (4.12)      | 43.1 (1.70)       | 18.3 (0.72)       | 1,479.9 (58.28)   |
| 平均相對濕度（％）               | 84                | 81                | 76                | 75                | 77                | 82                | 83                | 81                | 79                | 83                | 81                | 81                | 80                |
| 来源：中国气象局公共气象服务中心 |                   |                   |                   |                   |                   |                   |                   |                   |                   |                   |                   |                   |                   |

## 旅游
六枝特区属于“中国十佳生态旅游城市”。旅游景点有梭戛生态博物馆（中国第一座生态博物馆）、郎岱古城、月亮河夜郎布依文化生态园、花德河省级森林公园、样河湖、老王山、白水河上深布群、洒耳景区、溶洞景观、岩脚古镇风光、懒龙桥景点（窗子洞）、黔中库区景区。2014年，获国家林业局批准建设牂牁江国家级湿地公园、黄果树瀑布源国家级森林公园。
- 桃花公园
- 桃花公园夜景

### 引用
1. ↑  国务院第七次全国人口普查领导小组办公室. . 北京市: 中国统计出版社. 2022-07. ISBN 978-7-5037-9772-9. Wikidata Q130368174 （中文）.
2. ↑  .   [2014-04-28]. （原始内容存档于2014-08-09）.
3. 1 2 3  六枝特区地方志编纂委员会编 & 2018.11，第1頁
4. ↑  . 六枝特区人民政府.   [2020-03-17]. （原始内容存档于2020-08-03）.
5. ↑  杨安华总编；六枝特区地方志编纂委员会编 & 2002.08，第44頁
6. 1 2  杨安华总编；六枝特区地方志编纂委员会编 & 2002.08，第37-43頁
7. ↑  . 六盘水市人民政府.   [2020-03-17]. （原始内容存档于2020-06-15）.
8. ↑  . 中国·国家地名信息库.
9. ↑  . 六枝特区人民政府.   [2020-03-17]. （原始内容存档于2020-08-04）.
10. ↑  . 六枝特区委宣传部. 新华网贵州频道地方网群.   [2015-02-04]. （原始内容存档于2015-05-09） （简体中文）.
11. 1 2 3  . 六枝特区人民政府.   [2020-03-17]. （原始内容存档于2020-08-11）.
12. ↑  . chinanews.com. 2020-11-13  [2021-01-16]. （原始内容存档于2021-01-21） （中文）.